# William Timothy Gowers

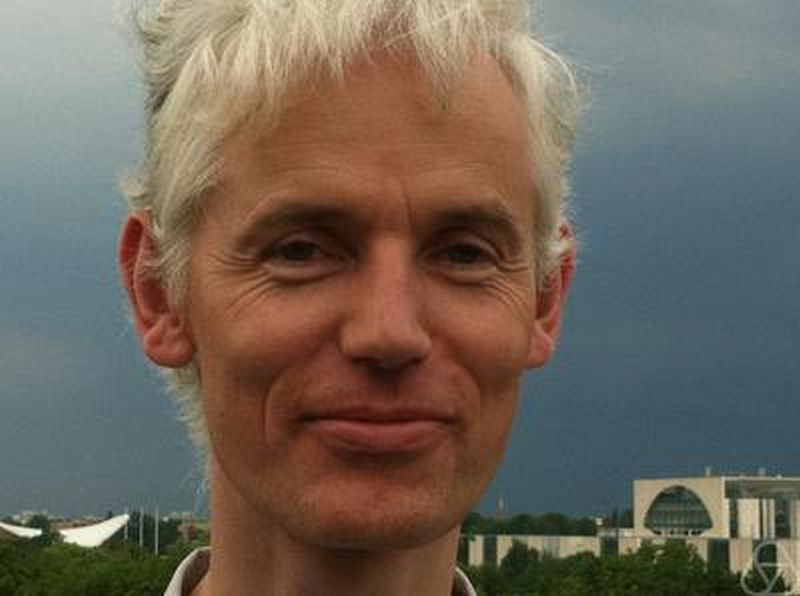
Timothy Gowers, 2011

Sir William Timothy Gowers, genannt Timothy Gowers, (* 20. November 1963 in Marlborough, Wiltshire, Vereinigtes Königreich) ist ein britischer Mathematiker und Träger der Fields-Medaille.

## Leben und Werk
Gowers besuchte die Kings College School in Cambridge und Eton College. 1973 bis 1976 sang er im Chor des King’s College. Er studierte am Trinity College in Cambridge, wo er 1990 bei Béla Bollobás promoviert wurde (Symmetric Structures in Banach spaces). 1989 bis 1991 war er Research Fellow des Trinity College. Ab 1991 war er gleichzeitig Lecturer und ab 1994 Reader am University College London. 1995 wurde er Lecturer in Cambridge. Er ist seit 1998 Rouse Ball Professor of Mathematics am Department of Pure Mathematics and Mathematical Statistics an der Universität Cambridge und Fellow des Trinity College, Cambridge. Seit 2020 ist er zusätzlich Professor am Collège de France.
Im Jahre 1996 erhielt er den EMS-Preis der European Mathematical Society und 1998 die Fields-Medaille für seine die Funktionalanalysis (speziell Theorie der Banachräume) und die Kombinatorik verbindende Forschung. Insbesondere konstruierte er einen Banach-Raum mit extrem geringer Symmetrie, der als Gegenbeispiel für viele Vermutungen der Funktionalanalysis dient. Im Jahre 1999 wurde er zum Fellow der Royal Society gewählt. 1994 war er Invited Speaker auf dem Internationalen Mathematikerkongress in Zürich (Recent results in the theory of infinite dimensional Banach spaces). 1995 erhielt er den Junior Whitehead-Preis, 2011 die Stefan-Banach-Medaille. 2015 wurde Gowers in die Academia Europaea gewählt. Für 2016 wurden ihm die De-Morgan-Medaille und die Sylvester-Medaille zugesprochen.
1992 zeigte er mit Bernard Maurey, dass nicht jeder unendlich-dimensionale Banachraum eine unbedingte Basisfolge hat.
1996 löste er das Homogenitätsproblem von Banach (1932), das danach fragt, ob es andere homogene Banachräume außer dem Hilbertraum {\displaystyle \ell _{2}} gibt. Gowers zeigte, dass dies nicht so ist und dieser der einzige ist.
2001 gab er einen neuen Beweis (mit Methoden der Fourier-Analyse) des Satzes von Szemerédi über die Existenz beliebig langer arithmetischer Progressionen in Teilmengen natürlicher Zahlen positiver Dichte. 2007 bewies er Szemeredi's Regularitätslemma für Hypergraphen und als Anwendung einen kombinatorischen Beweis des Satzes von Szemerédi im mehrdimensionalen Fall, zuerst bewiesen durch Hillel Fürstenberg und Yitzhak Katznelson.
Gowers setzt sich für einen freien Austausch akademischen Wissens ein und gründete deshalb die Initiative The Cost of Knowledge. 2012 rief er alle Wissenschaftler dazu auf den Marktführer für Fachjournale Elsevier (Holland) zu boykottieren. Seinem Aufruf schlossen sich eine Reihe führender Wissenschaftler an und er trat damit eine Debatte in der internationalen wissenschaftlichen Gemeinschaft über die Rechte an Wissen los.
Auf seinem Blog startete er 2009 auch das Polymath Project, in dem unter offener Beteiligung nach Beweisen ausgewählter Probleme gesucht wurde. Gowers war auch einer der Initiatoren einer Webseite, in der im Wikipedia-Stil Problemlösungsstrategien und mathematische Tricks gesammelt werden (tricki.org). Unter anderem lieferten Terence Tao und Ben Green Beiträge.
2012 erhielt er von Königin Elisabeth II. die Auszeichnung Knight Bachelor und wurde damit in den Adelsstand erhoben.
Er ist der Sohn des Komponisten Patrick Gowers, Urenkel des Briten Sir Ernest Gowers (1880–1966), bekannt als Verfasser von Büchern über schriftlichen Stil, und Ur-Urenkel des Neurologen Sir William Richard Gowers. Seine Schwester Rebecca Gowers ist Journalistin und Schriftstellerin, seine Schwester Katharine Gowers Geigerin. Gowers ist in zweiter Ehe verheiratet und hat aus der ersten Ehe mit Emily Gowers drei Kinder und aus der zweiten Ehe (seit 2008) einen Sohn und eine Tochter. Gowers spielt privat Jazz-Piano.
Er war Berater für den Film Proof (2005) mit Anthony Hopkins und Gwyneth Paltrow.
2011 erhielt er den Euler Book Prize der Mathematical Association of America für die Herausgabe und die Beiträge (68 der 288 Einträge und die Einleitung stammen von ihm) des Princeton Companion to Mathematics.
Zu seinen Doktoranden zählen Ben Green und Tom Sanders.

## Schriften
- Mathematics – a very short introduction. Oxford University Press, Oxford u. a. 2002, ISBN 0-19-285361-9 (populärwissenschaftliche Einführung).
  - Mathematik. aus dem Englischen übersetzt von Jürgen Schröder, Reclam, Stuttgart 2011, ISBN 978-3-15-018706-7.
- Herausgeber mit June Barrow-Green, Imre Leader: The Princeton Companion to Mathematics. Princeton University Press, Princeton u. a. 2008, ISBN 978-0-691-11880-2 (enzyklopädisch auf einführendem Niveau).
- Generalizations of Fourier analysis, and how to apply them. In: Bull. Amer. Math. Soc. (American Mathematical Society), Band 54, 2017, S. 1–44 ams.org
- Probabilistic combinatorics and the recent work of Peter Keevash. In: Bull. Amer. Math. Soc. (American Mathematical Society), Band 54, 2017, S. 107–116 ams.org